# Heart's Desire
Heart's Desire är en ort i Kanada.   Den ligger i provinsen Newfoundland och Labrador, i den östra delen av landet, 1 700 km öster om huvudstaden Ottawa. Heart's Desire ligger 41 meter över havet och antalet invånare är 226.
Terrängen runt Heart's Desire är huvudsakligen platt, men söderut är den kuperad. Havet är nära Heart's Desire åt nordväst. Runt Heart's Desire är det mycket glesbefolkat, med 7 invånare per kvadratkilometer.. Närmaste större samhälle är Carbonear, 19,7 km sydost om Heart's Desire. 
I omgivningarna runt Heart's Desire växer i huvudsak blandskog.